# Franz Stöhr (Politiker, 1879)

Franz Stöhr

Franz Xaver Stöhr (* 19. November 1879 in Weitentrebetitsch, Böhmen; † 13. November 1938 in Schneidemühl) war ein deutscher Funktionär des Deutschnationalen Handlungsgehilfen-Verbands und nationalsozialistischer Parteien, Politiker und Reichstagsabgeordneter.

## Leben
Stöhr wurde 1879 als Sohn des Sattlermeisters Karl Stöhr und dessen Ehefrau Franziska geb. Voit geboren. Bis zu seinem vollendeten 16. Lebensjahr besuchte Stöhr Volks-, Bürger- und Mittelschulen. Danach war er mehrere Jahre als Fakturist, Korrespondent und Buchhalter in diversen Betrieben in Industrie und Handelsgewerbe tätig. Zudem leistete er einen dreijährigen Militärdienst in der k.u.k. Armee ab.
Im Januar 1903 siedelte Stöhr von Böhmen nach Sachsen über und trat dort in dem deutschnationalen Handlungsgehilfen-Verband (DHV) ein. Ab 1906 arbeitete er hauptberuflich als Sozialpolitiker beim DHV in Hamburg, später bis 1918 als Geschäftsführer in Chemnitz. Stöhr trat zudem der antisemitischen Deutschsozialen Partei bei.
Bei Ausbruch des Ersten Weltkrieges, in dem er als Feldwebel des k.u.k. Heeres in Italien und Serbien eingesetzt wurde, war er Gauvorsteher des DHV für Thüringen in Erfurt. Nach dem Krieg kehrte er für ein Jahr auf diesen Posten zurück. Anschließend wurde er Geschäftsführer des DHV in Wien für den Gau Ostmark und in München für den Gau Brandenburg-Pommern. Von 1921 bis 1925 war er Vorsteher des DHV-Gaus Brandenburg-Pommern mit Sitz in Berlin. Zuletzt betätigte er sich gewerkschaftlich als Herausgeber und Redakteur der Brandenburgischen Wacht.
Am 4. Mai 1924 zog Stöhr als thüringischer Spitzenkandidat der Nationalsozialistischen Freiheitspartei (NSFP) in den Reichstag ein, dem er fortan bis zu seinem Lebensende, zunächst für die Deutschvölkische Freiheitspartei (DVFB) als Teil der NSFP, danach für die Nationalsozialistische Deutsche Arbeiterpartei, ununterbrochen angehörte (bis 1930 für den Wahlkreis 12 – Thüringen, von da an für den Wahlkreis 11 – Merseburg).
Als Abgeordneter der DVFB äußerte sich Stöhr überwiegend zu Fragen der Arbeits- und Sozialpolitik und vertrat als DHV-Funktionär vor allem die Interessen von Angestellten im Parlament. Stöhr befürwortete den Achtstundentag, eine Ausweitung der Mitbestimmungsrechte und eine berufsständisch organisierte Arbeitslosenversicherung, wobei er Arbeitslosen, insbesondere Arbeitern, unterstellte, sich bei zu hohen Unterstützungsleistungen nicht mehr um eine Neuanstellung zu bemühen. Dem Historiker Martin Döring zufolge begründete Stöhr die Ausweitung der Mitbestimmung mit „einer bezeichnenden Mischung paternalistisch-konservativer, ständischer und ›sozialistischer‹ Argumente“. Eine „sozialistische“ Position sei dabei „lediglich für einen kurzen Zeitraum und in sehr begrenztem Umfang“ vertreten worden, so Döring. Im Februar 1927 verließ Stöhr die DVFB im Streit um ein stärker auf die Interessen der Arbeiterschaft ausgerichtetes Programm. Dabei warf er dem DVFB-Führer Albrecht von Graefe vor, es mangele ihm am Verständnis für die Probleme der Arbeiter. Der NSDAP trat Stöhr im März 1927 bei.
Seit Mai 1924 war Stöhr Geschäftsführer der jeweiligen Fraktion oder Gruppe von Völkischen oder Nationalsozialisten im Reichstag. Nach der Ernennung Wilhelm Fricks zum thüringischen Minister im Januar 1930 führte Stöhr faktisch die NSDAP-Gruppe im Reichstag. Seit 1929 war er Herausgeber und Redakteur des parteioffiziellen Pressedienstes Nationalsozialistische Pressekorrespondenz. Stöhr bekannte sich zu ähnlichen Positionen wie Otto Strasser. Als Strasser im Juli 1930 aus der NSDAP austrat, verblieb Stöhr in der Partei und unterschrieb eine Treueerklärung zugunsten Hitlers.
Nach dem Wahlerfolg der Nationalsozialisten bei der Reichstagswahl im September 1930 wurde Stöhr am 15. Oktober 1930 zum Vizepräsidenten des Reichstags gewählt. Er erhielt eine Mehrheit mit 288 von 534 abgegebenen Stimmen (bei 577 Mitgliedern des Reichstags also eine Stimme weniger als die Mehrheit der Mitglieder). Stöhrs Verhalten während der wenigen von ihm geleiteten Sitzungen wird als vorschriftsmäßig und neutral beschrieben. Innerhalb der NSDAP dürfte Stöhr wegen seiner parlamentarisch-administrativen Qualifikationen und seines Ansehens im DHV für das Amt des Vizepräsidenten ausgewählt worden sein. Bei der DHV-Generalversammlung im August 1930 war Stöhr mit Ovationen empfangen worden. Im Zuge eines Boykotts des Reichstags durch die Nationalsozialisten trat Stöhr am 10. Februar 1931 als Vizepräsident zurück. Diesen Boykott inszenierte er selbst, indem er anlässlich einer Haushaltsdebatte im Reichstag vors Mikrofon trat:
„[Ich] warne die deutsche und die Weltöffentlichkeit, (Rufe in der Mitte und bei den Sozialdemokraten: Hört! Hört! — Das internationale Finanzkapital!) dieses Parlament und seine Beschlüsse noch ernst zu nehmen. Es kommt der Tag, und er kommt sehr bald, an dem Ihnen für Ihr schamloses Verhalten die Quittung ausgestellt werden wird, die Sie verdienen! Wir verlassen zum Protest gegen Ihre Handlungsweise den Saal.“
Von Stöhr geleitet verließen die Abgeordneten der NSDAP, „Heil!“-Rufe und das Horst-Wessel-Lied skandierend, die Sitzung.
Im November 1932 wurde Stöhr als Geschäftsführer der Fraktion abgesetzt, da er für Unterschlagungen eines Fraktionsmitarbeiters verantwortlich gemacht wurde.
Nach der nationalsozialistischen „Machtergreifung“ leitete Stöhr von Mai 1933 bis 1934 das Amt für soziale Fragen in der Deutschen Arbeitsfront (DAF). Ab 1934 war Stöhr Oberbürgermeister der preußischen Provinzialhauptstadt Schneidemühl in der Grenzmark Posen-Westpreußen und war zum Preußischen Provinzialrat ernannt worden. Er starb am 13. November 1938 im städtischen Krankenhaus von Schneidemühl an den Folgen eines Suizidversuchs.